# شركة الطائرات البريطانية
شركة الطائرات البريطانية (بالإنجليزية: British Aircraft Corporation)‏ المعروفة أختصاراً بـ: باك (BAC)، هي شركة بريطانية سابقة لصناعة الطائرات. تأسست في 1960. يقع مقرها في لندن، المملكة المتحدة، وذلك بعد ضغط حكومي أدى لاندماج كل من شركة إنجلش إلكتريك وشركة فيكرز أرمسترونغس وشركة طائرات بريستول وشركة هنتينغ للطائرات في عام 1960. وأصبحت بريستول، إنجلش إلكتريك وفيكرز هم «الآباء المؤسسون» لشركة باك، مع حصة حيازة أسهم تقدر بـ 40٪، 40٪ و20٪ على التوالي. بعد عدة أشهر، باك بدورها حصلت على 70٪ من رأس مال هنتينغ للطائرات. وكان مقرها الرئيسي في بول مول مبنى في مدينة وستمنستر، لندن.